# 吉川智恵
吉川 智恵（よしかわ ちえ、1991年3月20日 - ）は、プラチナムプロダクションに所属していた日本の女性モデルである。
埼玉県出身、身長160cm、血液型はO型。現在は2児の母親である。

## 人物
- 特技：Y字バランス
- 好きな食べ物：焼肉
- 好きな色：ピンク

## 来歴
2007年（平成19年）より雑誌『JELLY』の専属モデルとして活動、2008年に17歳で結婚し、その後2009年5月8日に女児を、2010年5月4日に男児を出産し、2児の母となった。以降はJELLYの増刊・姉妹誌『mama JELLY』などにも登場している。

## 主な活動

### モデル
- 「JELLY」（ぶんか社）[2]
- 「mama JELLY」（ぶんか社）
- 「Xlider」イメージモデル[2]

### PV
- 「感謝。」（RSP）